# جروم راندل
جروم راندل (انگلیسی: Jerome Randle؛ زادهٔ ۲۱ مهٔ ۱۹۸۷) بازیکن بسکتبال اهل ایالات متحده آمریکا است.
از باشگاه‌هایی که در آن بازی کرده‌است می‌توان به مین رد کلاوز اشاره کرد.